# 循環参照
循環参照（じゅんかんさんしょう）とは、複数の物体または情報が、相互の情報を参照し合ってループを成している状態のこと。

## プログラムでの例

### スプレッドシートでの循環参照
例えば、表計算ソフトのシート上に数式が次のように入力されていたとする。
|   | A   | B   | C      |
| - | --- | --- | ------ |
| 1 | =A1 | =B2 | =C2+5  |
| 2 |     | =B1 | =C1+10 |

ここで、セル A1 では、自分自身を参照しているので、循環参照となる。
また、セル B1、B2 では、B1 が B2 を参照、B2 が B1 を参照と、永遠に繰り返すので、循環参照となる。
また、セル C1、C2 では、C1 は C2 の値に 5 を加え、C2 は C1 の値に 10 を加える動作を永遠に繰り返すので、これも循環参照となる。
ただし、ソフトによっては、初期値と反復回数を決めて、これらの計算をすることができる（簡単な微分方程式や階乗を求めるのに使う）。